# R.R. Patil

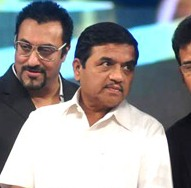
R.R. Patil 2013.

R.R. Patil (Mr. Clean, eller Aba), född 16 augusti 1958, död 16 februari 2015 i Bandra i Bombay, var en indisk politiker (NCP) i delstaten Maharashtra. Mellan 1 november 2004 och 1 december 2008 var han delstatens biträdande premiärminister (deputy chief minister). Sedan 1990 representerade han valkretsen Tasgaon i Sanglidistriktet i delstatens lagstiftande församling. Tidigare mandatperiod var han delstatens inrikesminister.